# Chính sách thuế xuất nhập khẩu của Trump
Chính sách thuế xuất nhập khẩu của Trump đề cập tới một loạt các loại thuế xuất nhập khẩu được thiết lập hay công bố dưới thời Donald Trump làm tổng thống Hoa Kỳ.

## Bối cảnh

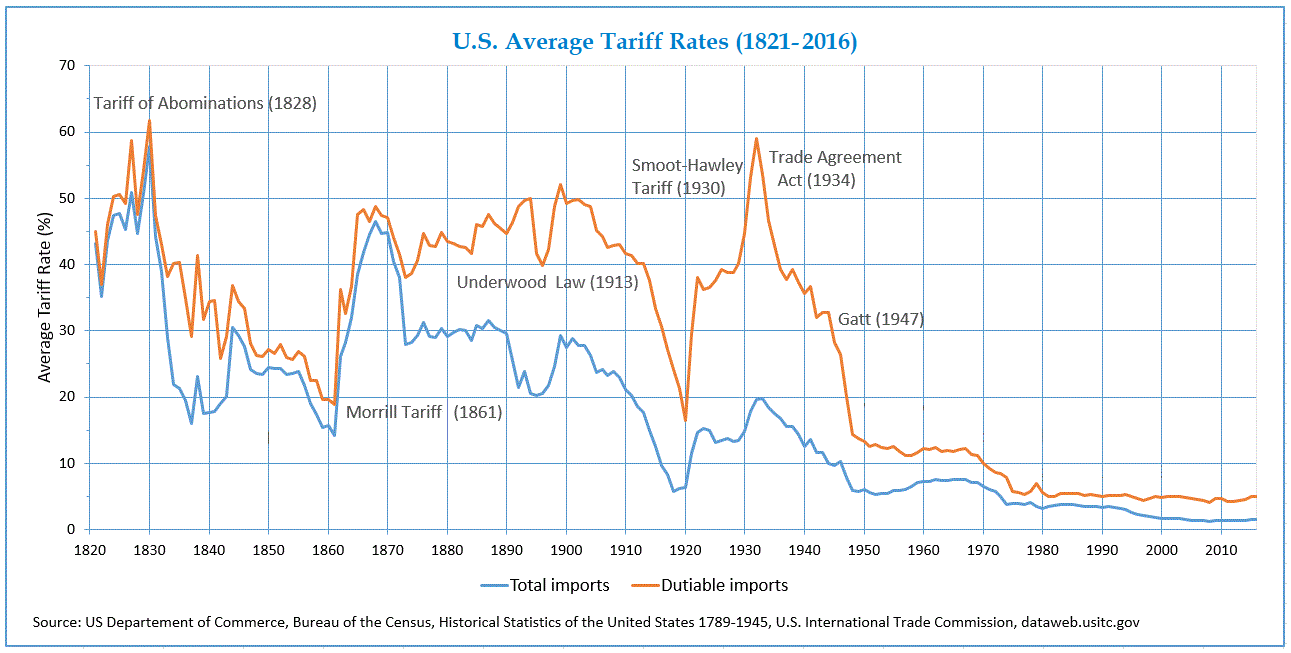
Tỷ lệ thuế quan trung bình ở Mỹ (1821–2016)

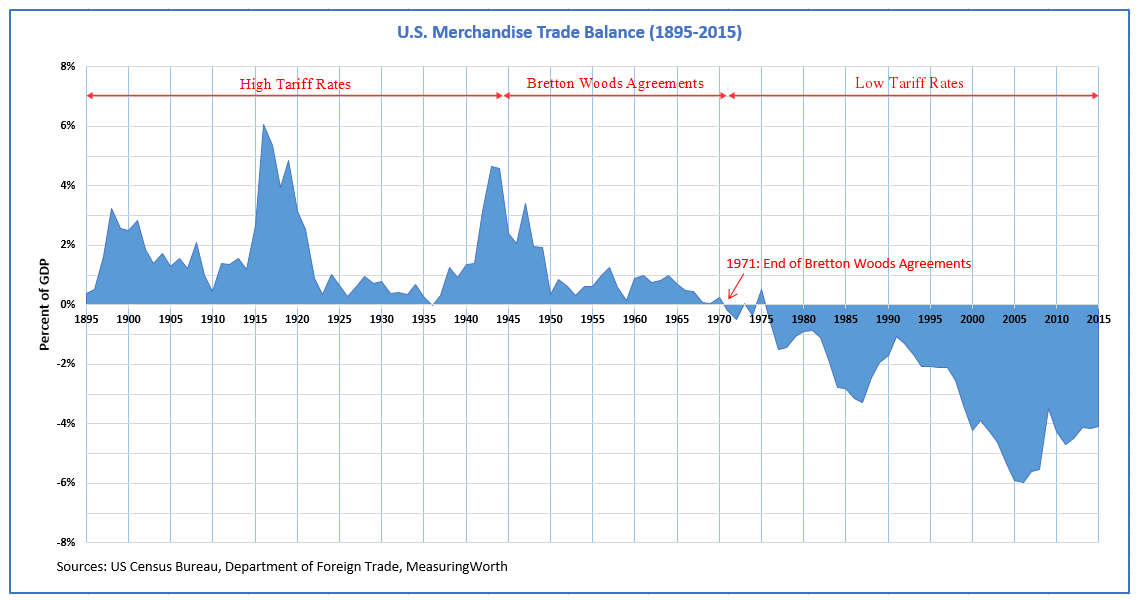
Bảng chi thu và chính sách thương mại Mỹ (1895–2015)

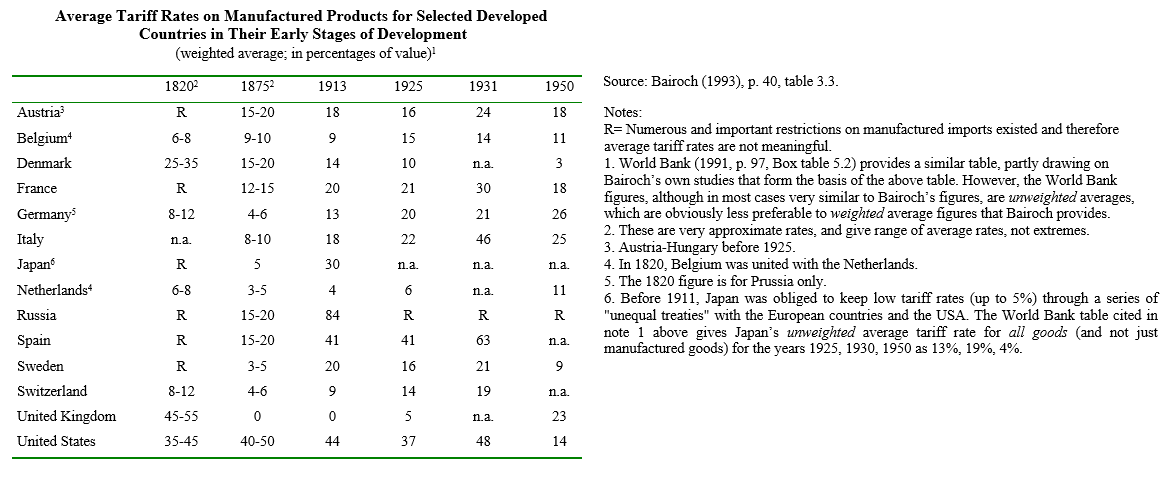
Tỷ lệ thuế quan trung bình đánh lên các sản phẩm công nghiệp

Trong thời gian tranh cử tổng thống vào năm 2016 cũng như khi trở thành tổng thống, Trump đã nhiều lần lặp đi lặp lại ủng hộ các đề xuất chính sách mà thương lượng lại cho Hoa Kỳ các thỏa thuận thương mại.
Vào ngày 21 tháng 11 năm 2016, trong một công bố bằng video, Trump đưa ra một chiến lược kinh tế "đưa nước Mỹ lên trên hết", tuyên bố rằng ông sẽ đàm phán "các thỏa thuận thương mại song phương, công bằng, đưa công ăn việc làm và công nghiệp trở lại đất nước Mỹ". Vào ngày 23 tháng 1 năm 2017, ba ngày sau khi trở thành tổng thống, Trump rút Hoa Kỳ ra khỏi Hiệp định Đối tác xuyên Thái Bình Dương gây nhiều chia rẽ về chính trị, tin rằng thỏa thuận sẽ "làm suy yếu" nền kinh tế Hoa Kỳ và sự độc lập của họ.
Trump cũng chỉ ra mong muốn chấm dứt Hiệp định Thương mại Tự do Bắc Mỹ (NAFTA) với Canada và Mexico. Chính quyền của ông đang trong quá trình thương lượng lại các điều khoản của thỏa thuận. Mặc dù mơ hồ về các điều khoản chính xác mà ông tìm kiếm trong một NAFTA được đàm phán lại, Trump đã đe dọa sẽ rút khỏi nó nếu các cuộc đàm phán thất bại. Ông chỉ trích cụ thể Ford Motor Co, Carrier Corporation, và Mondelez International đã có các hoạt động tại Mexico. Vào tháng 8 năm 2015, để đáp lại lời tuyên bố của Mondez International rằng sẽ chuyển việc sản xuất biscuit Oreo đến Mexico, Trump nói rằng ông sẽ tẩy chay Oreos .
Tương tự như cách tiếp cận của ông về các giao dịch thương mại, Trump cũng cam kết, như là một phần của "Hợp đồng với Cử Tri Mỹ", áp đặt thuế quan để ngăn cản các công ty từ việc sa thải công nhân hoặc di chuyển đến các nước khác, thông qua "Đạo luật Kết thúc chuyển ra nước ngoài." Mặc dù Quốc hội đã không thông qua đạo luật trên, Trump đã chuyển sang áp thuế cho các tấm pin mặt trời, máy giặt, thép và nhôm. Việc thực hiện thuế quan chủ yếu nằm trong phạm vi hoạt động của Bộ Thương mại và Văn phòng Đại diện Thương mại Hoa Kỳ.

## Ô tô

### Mexico
Trump hứa sẽ áp đặt thuế quan - trong phạm vi từ 15 đến 35% - cho các công ty di chuyển các hoạt động sang Mexico. Trump đã cam kết mức thuế 35% cho "mỗi chiếc xe, mỗi xe tải và mỗi bộ phận được sản xuất tại nhà máy của Ford ở Mexico đi qua biên giới"  Mức thuế quan ở mức đó cao hơn nhiều so với các tiêu chuẩn quốc tế (khoảng 2,67% đối với Hoa Kỳ và hầu hết các nền kinh tế tiên tiến khác và dưới 10 phần trăm đối với hầu hết các nước đang phát triển).

### Châu Âu
Liên minh châu Âu đã đe dọa sẽ trả đũa lại Trump nếu áp đặt thuế thép và nhôm. Vào ngày 3 tháng 3 năm 2018, Trump đáp lại, đe dọa đánh thuế các nhà sản xuất ôtô của EU, nói rằng "Nếu EU muốn tiếp tục tăng thuế quan và các rào cản lớn đối với các công ty Mỹ đang kinh doanh ở đó, chúng tôi sẽ đơn giản áp dụng thuế đánh vào xe ô tô của họ đổ vào Mỹ. Họ đã làm cho chúng ta không thể bán được xe của mình (và các thứ khác) ở đó, gây ra sự mất cân bằng thương mại lớn!" 

## Tấm năng lượng mặt trời
Vào ngày 23 tháng 1 năm 2018, các hãng thông tin thông báo rằng Trump đã áp đặt thuế quan đối với các tấm pin mặt trời sản xuất ngoài Hoa Kỳ. Thuế suất ban đầu bắt đầu từ ba mươi phần trăm và dần dần sẽ giảm xuống còn mười lăm trong vòng bốn năm 
| Thuế quan lên tấm năng lượng mặt trời | Thuế quan lên tấm năng lượng mặt trời | Thuế quan lên tấm năng lượng mặt trời | Thuế quan lên tấm năng lượng mặt trời | Thuế quan lên tấm năng lượng mặt trời |
| ------------------------------------- | ------------------------------------- | ------------------------------------- | ------------------------------------- | ------------------------------------- |
| Các thành phần                        | Năm 1                                 | Năm 2                                 | Năm 3                                 | Năm 4                                 |
| Bảng giá bảo vệ các mô đun và pin     | 30%                                   | 25%                                   | 20%                                   | 15%                                   |
| Pin được miễn thuế                    | 2.5 gigawatts                         | 2.5 gigawatts                         | 2.5 gigawatts                         | 2.5 gigawatts                         |

### Phản ứng
Trung Quốc hiện đang là nước dẫn đầu thế giới về sản xuất tấm năng lượng mặt trời, và Trung Quốc quyết định cắt giảm thuế quan . Chung Sơn, Bộ trưởng Bộ Thương mại Trung Quốc cho biết trong một tuyên bố: "Đối với các biện pháp sai trái của Hoa Kỳ, Trung Quốc sẽ làm việc với W.T.O. các thành viên kiên quyết bảo vệ lợi ích hợp pháp của chúng tôi".
Các nhà hoạt động môi trường và những người ủng hộ quyền động vật bày tỏ mối quan ngại rằng các mức thuế mới sẽ ảnh hưởng đến sự tăng trưởng năng lượng bền vững và các loài đang bị đe dọa do biến đổi khí hậu.

## Thép và nhôm
Vào ngày 1 tháng 3 năm 2018, Trump tuyên bố dự định đánh thuế quan 25% vào thép và 10% vào nhôm nhập khẩu.
Ngày 31 tháng 5 năm 2018, Trump cho tăng thuế nhập cảng thép lên 25% và nhôm 10% từ Canada, Mexico, và EU. Để trả đũa Mexico đánh thuế 20% thịt heo từ Hoa Kỳ. Năm 2017 90% thịt heo nhập cảng vào Mexico là từ Mỹ trị giá khoảng 1,07 tỷ USD. EU kể từ ngày 1 tháng 7 sẽ tăng thuế cho các món hàng như bơ đậu phọng, xe gắn máy Harley-Davidson, và quần Jeans Levi có giá trị tổng cộng 
2,8 tỷ Euro.

### Phản ứng
Chỉ số trung bình công nghiệp Dow Jones giảm 420 điểm, hay 2% ngay ngày thứ năm, 1 tháng 3 năm 2018. Những hãng tiêu dùng thép nhiều, như các nhà sản xuất ô tô của Mỹ, Ford và General Motors đã phải chịu mức giá cổ phiếu giảm lớn hơn nhiều. Các nhà sản xuất kim loại của Hoa Kỳ như AK Steel Holding, U.S. Steel Corp, và Nucor, nhìn thấy những lợi ích đáng kể 
Trung Quốc, Canada và Liên minh châu Âu đã phản ứng tiêu cực với tuyên bố này. Canada cung cấp 16% nhu cầu thép của Mỹ, tiếp đến là Brazil 13%, Hàn Quốc 10%, Mexico 9%, so với 2% của Trung Quốc. Từ năm 2013 đến năm 2016, Canada là nguồn nhập nhôm lớn nhất cho Hoa Kỳ. Trung Quốc đã đe dọa hạn chế nhập khẩu đậu nành của Hoa Kỳ. Bộ trưởng Thương mại Canada, Francois-Phillippe Champagne, cho biết thuế này "không thể chấp nhận được". Đáp trả, EU đang cân nhắc mức thuế 25% áp lên các mặt hàng nhập khẩu tương ứng từ Mỹ, đặc biệt nhắm vào các mặt hàng xuất khẩu biểu tượng của Mỹ như quần jean Levi's, xe Harley-Davidson... Ủy ban châu Âu Jean-Claude Juncker tuyên bố hành động như vậy của Mỹ sẽ phải đối mặt với một thách thức pháp lý tại Tổ chức Thương mại Thế giới.
AFL-CIO, công đoàn lao động lớn nhất ở Mỹ ca ngợi Trump về thuế quan. Hành động này đã được hoan nghênh bởi một số đảng viên Dân chủ, như thượng nghị sĩ Ohio Sherrod Brown, người đã nói, "hành động được hoan nghênh này đã quá chậm đối với các nhà máy thép bị đóng cửa trên khắp Ohio." Hành động này được so sánh với tổng thống tiền nhiệm của ông, George W. Bush  Năm 2002, Hoa Kỳ cho áp dụng thuế thép nặng nề, phần lớn bị coi là không có hiệu quả hoặc thậm chí gây hại cho Mỹ.

#### Quốc hội Mỹ
Về việc thuế phạt được tuyên bố đối với nhôm và thép nhập khẩu, hơn 100 Nghị sĩ hạ nghi viện Hoa Kỳ của đảng Cộng hòa đã viết một thỉnh nguyện thư cho Tổng thống Donald Trump. Họ cho là, thuế quan trừng phạt là thuế làm cho các công ty của Mỹ kém cạnh tranh hơn và người tiêu dùng nghèo hơn. Cho nên cần xem xét lại mức thuế trừng phạt được dự định để tránh những hậu quả ngoài ý muốn đối với nền kinh tế Mỹ. Họ cũng bày tỏ ý muốn hợp tác chặt chẽ với Trump nhằm theo đuổi cách tiếp cận tập trung hơn, chẳng hạn như biện pháp đối với Trung Quốc và "những hành động không công bằng" của nước này.

## Máy giặt
Vào ngày 23 tháng 1 năm 2018, kết hợp với thuế quan đặt trên tấm pin mặt trời, Văn phòng Đại diện Thương mại Hoa Kỳ đã thông báo thuế đối với máy giặt. Theo Ủy ban thương mại quốc tế Hoa Kỳ (ITC), nhập khẩu máy giặt dân dụng lớn đã gia tăng "đều đặn" từ năm 2012 đến năm 2016, và kết quả hoạt động tài chính của các nhà sản xuất trong nước đã "giảm mạnh" . Trong năm đầu tiên, thuế quan bắt đầu ở mức 20% cho 1,2 triệu cái máy giặt nhập khẩu, và tất cả các máy giặt sau đó trong năm đó sẽ có mức thuế 50%. Vào năm thứ ba, mức thuế ban đầu sẽ giảm xuống còn 16 và 40%, theo cùng một khuôn mẫu.
Mức thuế quan này đã được đưa ra sau khi Whirlpool, một nhà sản xuất máy giặt dựa trên Mỹ đang phải đối mặt với sự cạnh tranh gay gắt từ LG Electronics và Samsung cả hai đều có trụ sở tại Hàn Quốc.
| Thuế quan vào các máy giặt              | Thuế quan vào các máy giặt | Thuế quan vào các máy giặt | Thuế quan vào các máy giặt |
| --------------------------------------- | -------------------------- | -------------------------- | -------------------------- |
| Thành phần                              | Năm 1                      | Năm 2                      | Năm 3                      |
| 1,2 million máy giặt nhập cảng đầu tiên | 20%                        | 18%                        | 16%                        |
| Tất cả các máy giặt nhập cảng sau đó    | 50%                        | 45%                        | 40%                        |
| 50%                                     | 45%                        | 40%                        |                            |
| Các bộ phận được miễn thuế              | 50.000 đơn vị              | 70.000 đơn vị              | 90.000 đơn vị              |

### Đáp ứng
Trung Quốc xuất khẩu máy giặt trị giá 425 triệu USD sang Hoa Kỳ vào năm 2016, tiếp theo là 240 triệu USD của Mexico, và các công ty Hàn Quốc 130 triệu USD. Samsung và LG là những nhà xuất khẩu máy giặt hàng đầu đến Hoa Kỳ. Hai tuần trước khi công bố thuế, Samsung đã chuyển sản xuất máy giặt sang một nhà máy mới ở Nam Carolina. Trả lời Samsung cho biết người tiêu dùng Mỹ sẽ "trả nhiều hơn, với sự lựa chọn ít hơn." Các quan chức Mexico cho biết họ sẽ đáp trả thuế quan trong các cuộc đàm phán thương lượng NAFTA đang diễn ra.

### Phân tích
John Cassidy của báo New Yorker viết rằng Trump tìm cách biến Đảng Cộng hòa thành "một đảng dân túy, trọng dân địa phương hơn người nhập cư, chủ nghĩa tư bản bảo hộ và bán cô lập, ngờ vực việc nhập cư, tự do thương mại và chủ nghĩa can thiệp quân sự". " Trump là một nhà bảo vệ thị trường, theo như nhà ủng hộ thị trường tự do Stephen Moore và nhà kinh tế học bảo thủ Lawrence Kudlow.
Các chính sách chống lại toàn cầu hóa của ông về chủ nghĩa bảo hộ thương mại thường vượt qua biên giới các đường lối của đảng phái. Ví dụ, Thượng nghị sĩ Bernie Sanders hoan nghênh việc rút khỏi Hiệp định Hợp tác xuyên Thái Bình Dương, nói rằng "Trong 30 năm qua, chúng tôi đã có một loạt các thỏa thuận thương mại [...] làm tốn hàng triệu công việc trả lương xứng đáng và gây ra một 'cuộc chạy đua đến đáy' làm giảm mức lương cho công nhân Mỹ ".
Theo các chuyên gia kinh tế được PolitiFact nghiên cứu, thuế quan có thể giúp tạo ra các công việc sản xuất mới và dẫn đến một số nhượng bộ từ các đối tác thương mại nước ngoài của Hoa Kỳ, nhưng chi phí tiêu dùng và chi phí sản xuất gần như chắc chắn sẽ tăng, thị trường chứng khoán sẽ giảm, sự gia tăng, và cuộc chiến thương mại có thể xảy ra. PolitiFact lưu ý rằng người tiêu dùng có thu nhập thấp ở Hoa Kỳ sẽ bị tổn thương nhiều nhất. Những lo ngại tương tự cũng được thể hiện bằng mức thuế do chính quyền Obama áp đặt.